# Abraxas fletcheri
Abraxas fletcheri är en fjärilsart som beskrevs av Inoue 1984. Abraxas fletcheri ingår i släktet Abraxas och familjen mätare. Inga underarter finns listade i Catalogue of Life.

## Bildgalleri

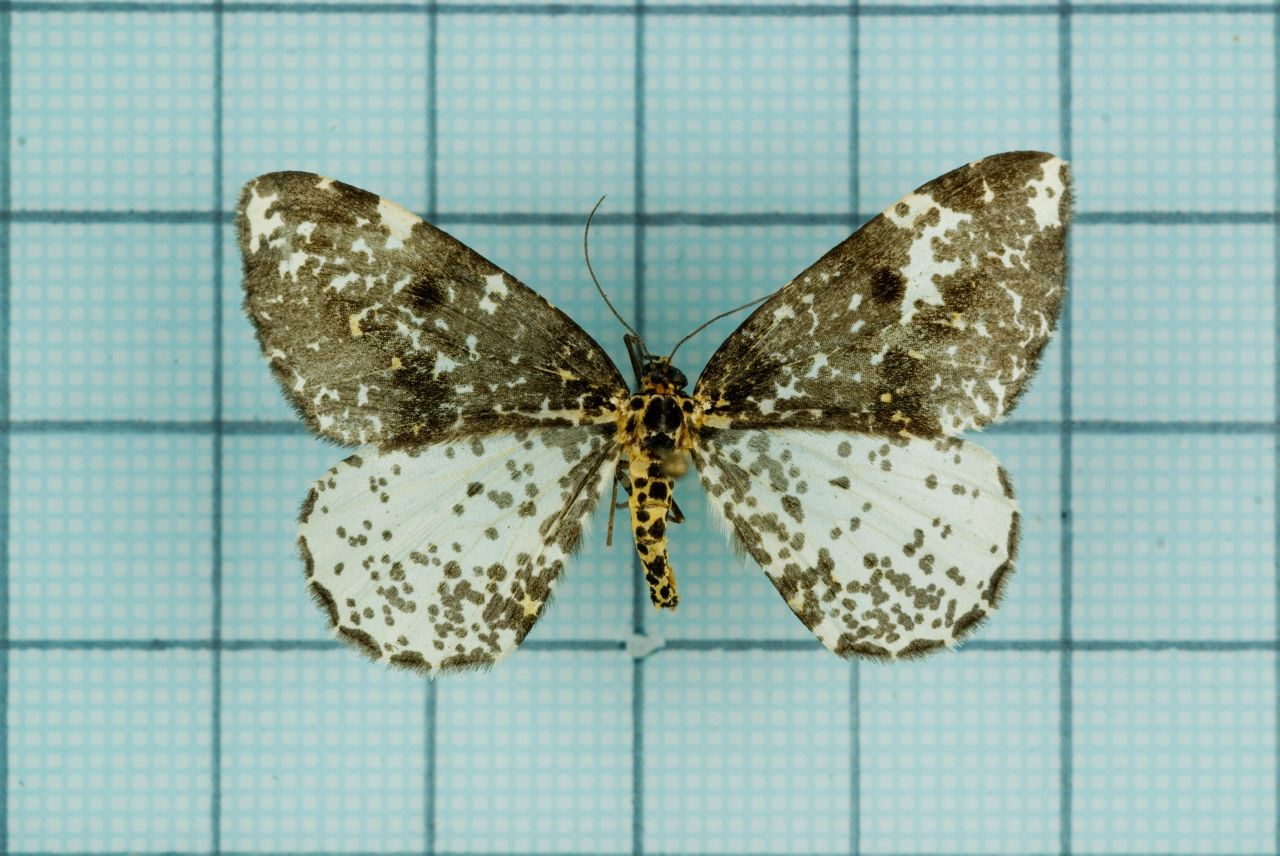
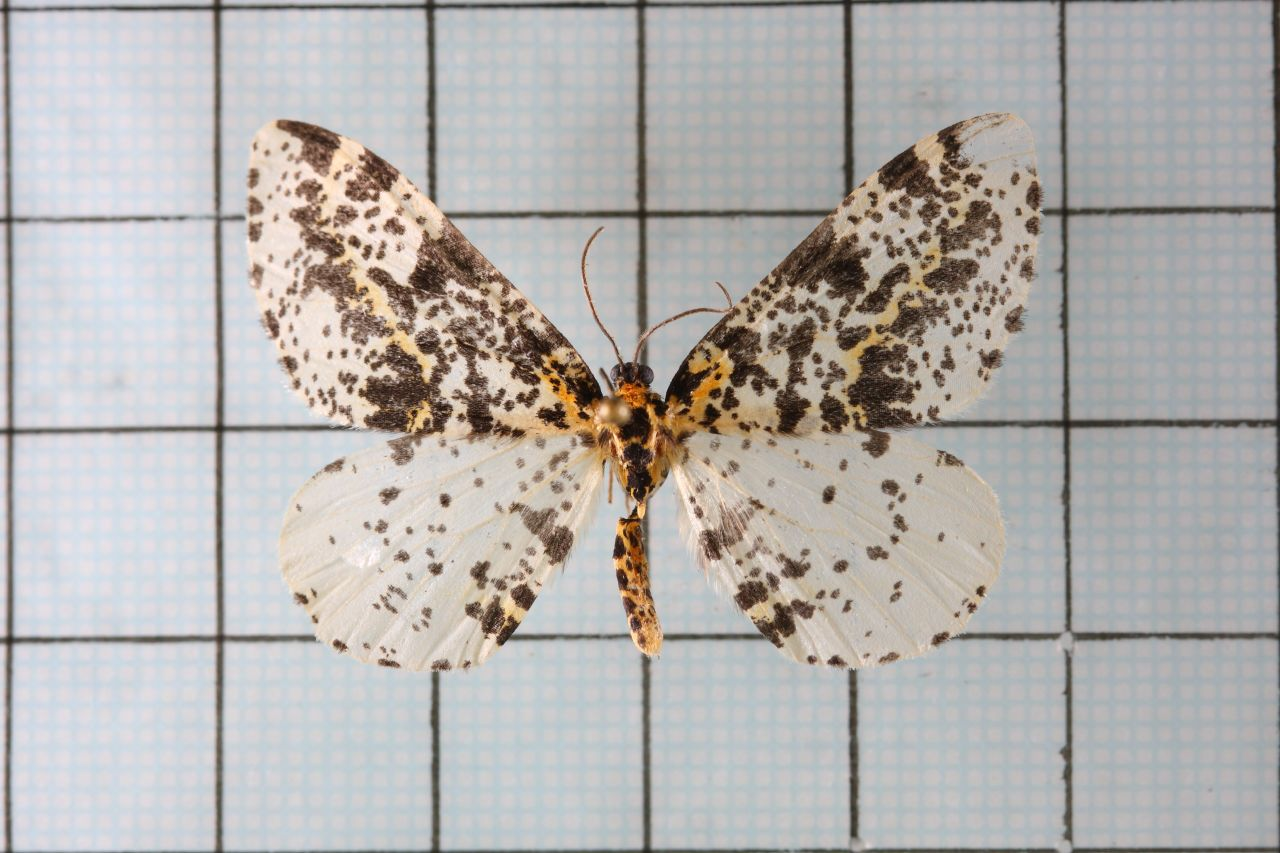
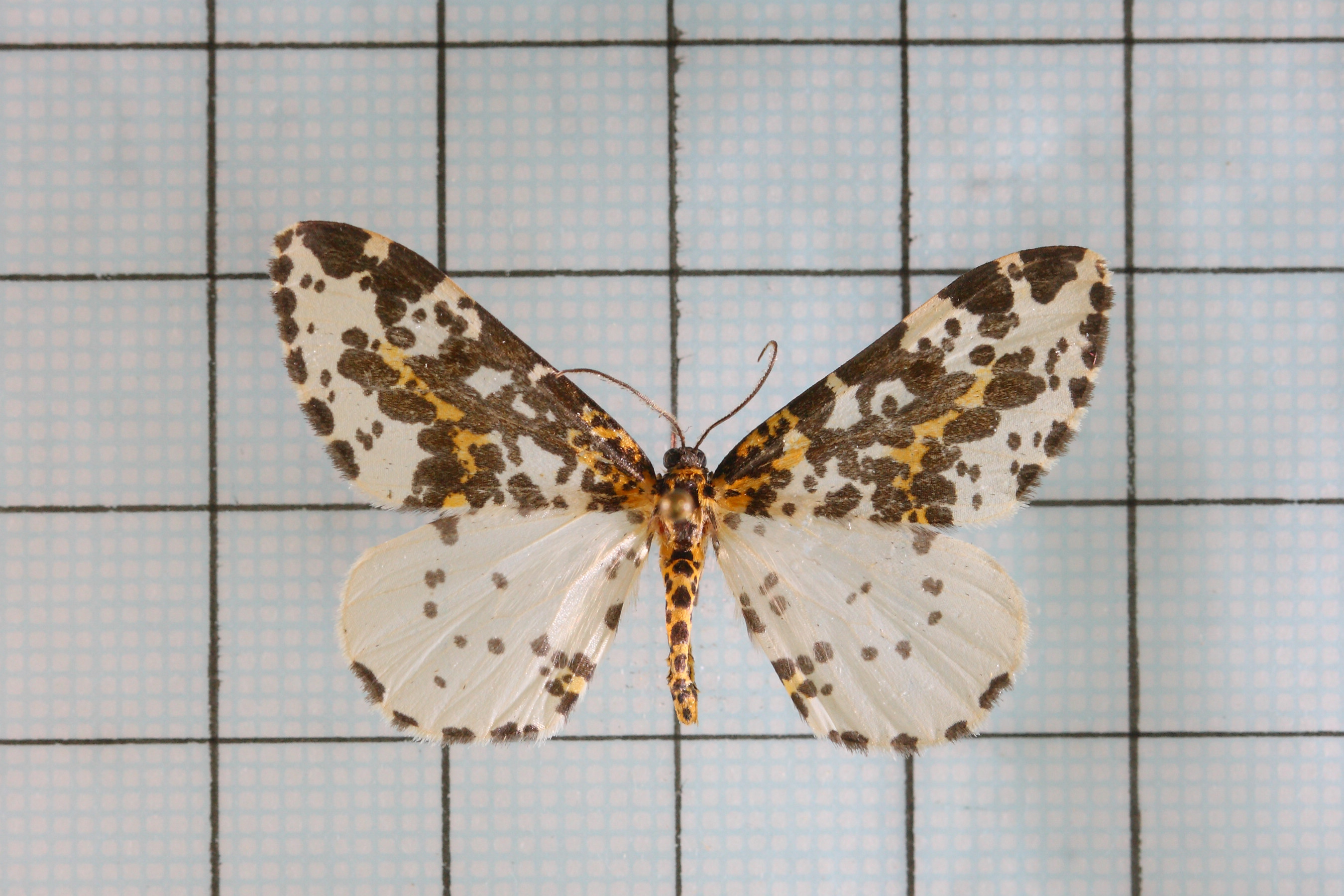
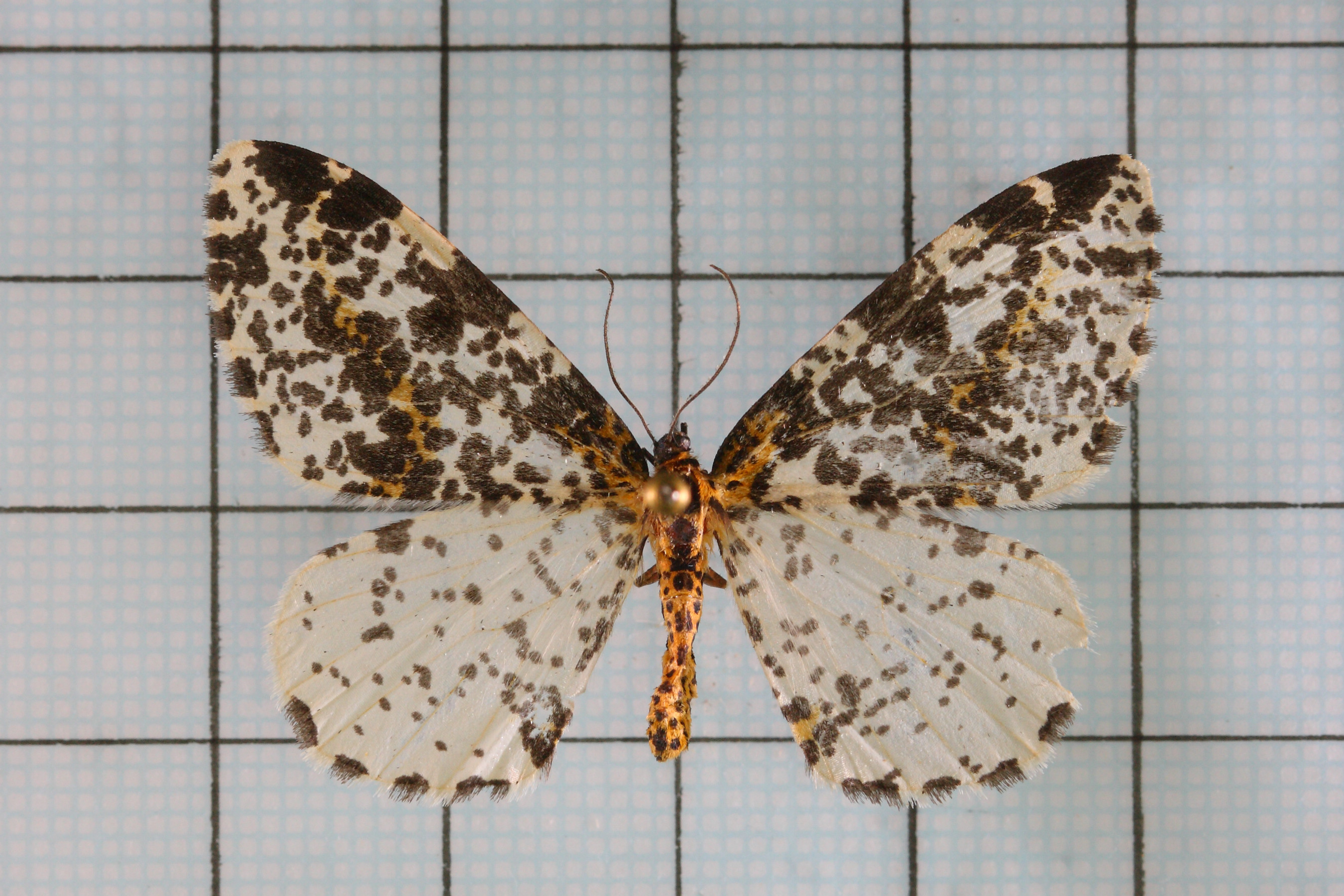